# Морохов, Александр Валентинович
Александр Валентинович Морохов (род. 24 мая 1954 года в г. Потсдаме ГДР) — советский и российский военачальник. Начальник Ульяновского высшего военно-технического училища (военного института). Кандидат педагогических наук. Генерал-майор.

## Биография
Родился 24 мая 1954 г. в г. Потсдаме (ГДР) в семье военнослужащего.
1971—1976 гг. — студент Тюменского индустриального института;
1976—1977 гг. — лаборант Тюменского машиностроительного техникума;

### Образование
- В 1976 году окончил Тюменский индустриальный институт по специальности «геология и разведка нефтяных и газовых месторождений» (в том числе, проходил обучение на военной кафедре института).
- В 1987 году окончил Военную академию тыла и транспорта по специальности «командно-штабная оперативно-тактическая, обеспечение жидким топливом».
- В 2009 году окончил Ульяновский государственный университет по специальности «юриспруденция».

### На воинской службе
1977—1981 гг. — начальник обособленного отдела хранения склада горючего военного округа СибВО;
1981—1984 гг. — начальник службы горючего мотострелковой дивизии (СибВО);
1984—1987 гг. — слушатель Военной академии тыла и транспорта;
1987—1992 гг. — начальник службы горючего общевойсковой армии ПрикВО;
1992—1999 гг. — начальник службы горючего Уральского военного округа;
1999—2001 гг. — заместитель начальника Ульяновского филиала Военной академии тыла и транспорта;
2001—2009 гг. — начальник Ульяновского высшего военно-технического училища (военного института).

### После увольнения с военной службы
С 2009 года в запасе.
2009—2011 гг. — научный сотрудник Ульяновского военно-технического института;
С 2015 года инспектор Группы инспекторов Объединённого стратегического командования Южного военного округа Министерства обороны Российской Федерации.

## Семья
- жена
- дети: сын и дочь

## Знаки отличия
- Орден «За военные заслуги» (Россия)
- Орден Почёта (Россия)
- Орден «За службу Родине в Вооружённых Силах СССР» 3 степени
- Медаль «За укрепление боевого содружества»
- Юбилейная медаль «300 лет Российскому флоту»
- Юбилейная медаль «60 лет Вооружённых Сил СССР»[2]
- Юбилейная медаль «70 лет Вооружённых Сил СССР»[3]
- Медаль «200 лет Министерству обороны»
- Медаль «За безупречную службу» I степени
- Медаль «За безупречную службу» II степени
- Медаль «За безупречную службу» III степени
- Медаль «За ратную доблесть» и др.
- Имеет награды других ведомств